# Anthony Hurd, baron Hurd af Newbury
Anthony Richard Hurd, baron Hurd af Newbury (født 2. maj 1901, død 12. februar 1966)  var britisk landmand, landbrugsjournalist og konservativ politiker. 

## Medlem af Underhuset
Fra 1945 til 1964 repræsentere Anthony Hurd Newbury kredsen i Underhuset.
I 1959 blev Anthony Hurd slået til ridder (Knight Bachelor). Sir Anthony Hurd fik sin udnævnelse som en påskønnelse for sin politiske indsats i offentlighedens tjeneste.

## Medlem af Overhuset
Den 24. august 1964 blev han udnævnt til Life peer som Baron Hurd, af Newbury i det kongelige grevskab Berkshire. Efter næsten to års medlemskab af Overhuset døde han knapt 65 år gammel.

## Fire generationer af konservative
Sir Anthony Hurd (senere baron) tilhørte den anden af de fire generationer fra Hurd-familien, der har været konservative medlemmer af det britiske parlament.
Percy Hurd (1864–1950) var far til Anthony Hurd, og Percy Hurd tilhørte den første af de fire generationer fra Hurd-familien, der var konservative medlemmer af Underhuset.
Sønnen Douglas Hurd, baron Hurd af Westwell (født 1930) (tredje generation) var også medlem af regeringen i 1979–1995, hvor han blandt andet var indenrigsminister og udenrigsminister. 

## Titler
- 1901 – 1945: Hr Anthony Hurd
- 1945 – 1959: Hr Anthony Hurd MP
- 1959– 1964: Sir Anthony Hurd MP
- 1964: Sir Anthony Hurd (Knight Bachelor)
- 1964– 1966: Den meget ærede The Lord Hurd (baron)

## References
1. ↑  Navnet er anført på engelsk og stammer fra Wikidata hvor navnet endnu ikke findes på dansk.
2. ↑  Navnet er anført på engelsk og stammer fra Wikidata hvor navnet endnu ikke findes på dansk.
3. ↑  [http:// http://www.thepeerage.com/p19144.htm#i191436  læst 11. april 2019 / ]